# Bergstraße (kraina geograficzna)

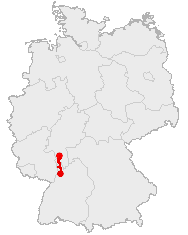
Położenie krainy Bergstraße na mapie Niemiec

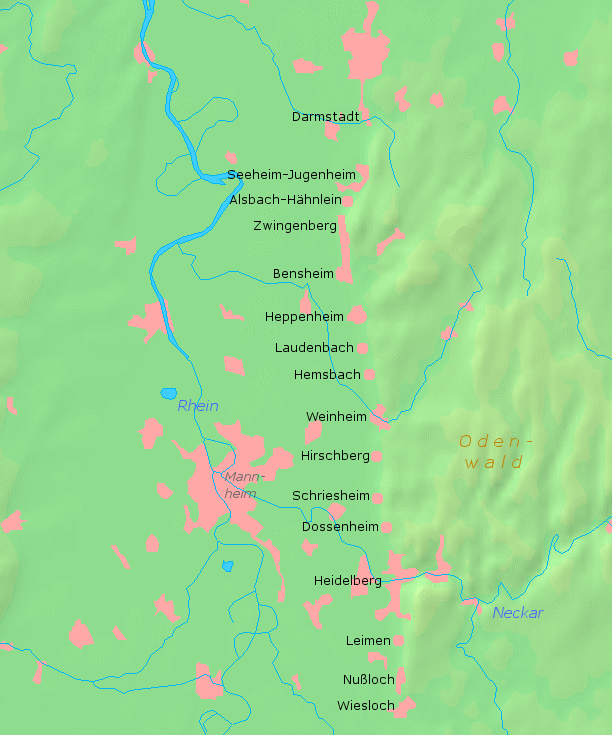
Miejscowości położone wzdłuż Bergstraße

Bergstraße – kraina geograficzna w Niemczech, w Hesji i Badenii-Wirtembergii. Bergstraße jest de facto drogą ciągnąc się u podnóża Odenwaldu od Darmstadt w południowej Hesji do Wiesloch w północnej Badenii.
Bergstraße otoczona jest przez pasma górskie: Las Palatynacki (Pfälzer Wald), Hunsrück, Taunus, Vogelsberg, Spessart oraz Odenwald. Sąsiedztwo to sprawia, że Bergstraße jest chroniona przed napływem chłodnego powietrza z północy i wschodu.